# Roger Battaglia
Roger Forst de Battaglia (ur. 9 października 1873 w Bochni, zm. 16 maja 1950 w Krakowie) – polski baron, prawnik włoskiego pochodzenia, ekonomista, działacz przemysłowy.

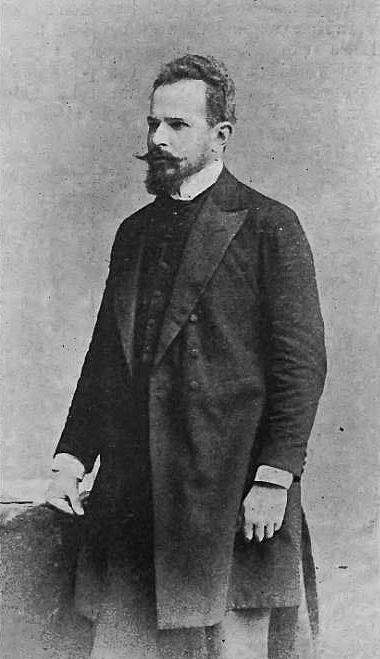
Roger Battaglia (przed 1905)

## Życiorys
Ród Battaglia de Sopramonte e Ponte Alto pochodził z Wenecji. W 1708 za zasługi wojenne otrzymał tytuł barona Świętego Cesarstwa Rzymskiego. Później przeniósł się do Czech. O tym, czy Roger jest spadkobiercą tego rodu nie wiadomo, ale tytuł szlachecki "baron", jakim się tytułował, może na to wskazywać.
Roger Battaglia był synem Gwidona Battaglia (powstaniec styczniowy, starosta, pisarz) i Olgi z domu Baranowskiej herbu Łodzia. Jego rodzeństwem byli Karol (porucznik artylerii), Małgorzat (żona Węclewskiego, komisarza powiatowego), Helen (żona Forsta, docenta Uniwersytetu Wiedeńskiego), Andrzej (1895–1918, żołnierz, legionista, pierwszy Polak poległy w obronie Lwowa w 1918).
Był żonaty z Kazimierą z domu Kirchmayer (ur. 1869), z którą miał syna Romana (ur. 1903).
Do 1900 zdobył wykształcenie prawnicze i ekonomiczne, doświadczenie polityczne oraz społeczne. Stopień doktora prawa uzyskał na Uniwersytecie Franciszkańskim we Lwowie.

### Praca zawodowa i społeczna
Około 1895-1895 był praktykantem w Banku Krajowym Królestwa Galicyi i Lodomeryi z Wielkiem Księstwem Krakowskiem we Lwowie. Od około 1900 w charakterze komisarza powiatowego był przydzielony do służby C. K. Namiestnictwie we Lwowie. Od około 1901  charakterze starszego komisarza powiatowego był przydzielony do C. K. Ministerstwa Spraw Wewnętrznych w Wiedniu.
Od około 1904 co najmniej do 1914 był dyrektorem biura Centralnego Związku Galicyjskiego Przemysłu Fabrycznego we Lwowie. W Lidze Pomocy Przemysłowej we Lwowie był III wiceprezydentem od około 1905, a od około 1906 członkiem wydziału. Był inicjatorem wystawy przemysłu krajowego w Zakopanem w 1905 (wspólnie z prezesem Ligi Pomocy Przemysłowej Andrzejem Chramcem). Jako delegat Rady Miasta od około 1906 był w składzie rady nadzorczej Muzeum Przemysłowego Miejskiego we Lwowie. Od około 1909 był członkiem Komisji Krajowej dla Spraw Przemysłowych. Od około 1910 był członkiem rady zawiadowczej I Galicyjskiego Towarzystwa Akcyjne dla Przemysłu Chemicznego we Lwowie. Od około 1912 był dyrektorem biura Galicyjski Związek Młynów we Lwowie. Od około 1912 był wiceprezesem sekcji balneoprzemysłowej Krajowego Związku Zdrojowisk i Uzdrowisk we Lwowie.
W 1905 we Lwowie wydał swoją pierwszą publikacje poruszającą problemy Galicji pt. Rzecz o propinacyi. Był naczelnym redaktorem „Gazety Wieczornej”.

### Kariera polityczna
W 1906 brał udział w wyborach uzupełniających do Rady Państwa w Wiedniu i od 24 kwietnia do 17 listopada został wybrany na posła w okręgu Tarnów–Bochnia. Jednak z danych sejmowych wynika, że w rubryce "zamieszkanie" wpisał Wiedeń, natomiast jako zawód podał "wicesekretarz ministerstwa poza służbą". Kiedy w 1906 odbyły się kolejne wybory do sejmu wiedeńskiego, również dostał mandat, tym razem już na całą kadencję (do 30 marca 1911). W tym czasie zamieszkał we Lwowie. Sprawowania mandat posła XI kadencji do około 1910. Na początku 1908 został ranny podczas kampanii wyborczej wskutek napaści socjalistów na lokal przy rynku we Lwowie. Od 1908 do 1913 pełnił mandat posła na Sejm Krajowy we Lwowie IX kadencji, będąc wybranym w III kurii w okręgu Lwów. Był też członkiem Rady Miejskiej we Lwowie: w sekcji II od około 1905 do około 1912, w sekcji V od około 1913.
W 1910 przystąpił do Stronnictwa Narodowo-Demokratycznego, które było licznie reprezentowane w parlamencie. Posłami należącymi do SND byli Wiącek, Buzek, German, Głąbiński oraz Zamorski. Battaglia nie miał żadnego stanowiska w klubie. Prezesem był Głąbiński, wiceprezesem German a sekretarzem Zamorski. Jednak niedługo po wstąpieniu do partii, ujawnił swoje polityczne ambicje, dodatkowo wzmacniane przez rozbieżności ideowe między członkami partii. Nie akceptował decyzji partii, że posłowie na sejm powinni ustalać swoje poczynania z ośrodkiem decyzyjnym endecji w Warszawie. W 1908, wystąpił do władz Stronnictwa Narodowo-Demokratycznego z sugestią przeprowadzenia daleko idących zmian w strukturach organizacyjnych partii, tak aby zdecentralizować struktury partii i przenieść ośrodek decyzyjny SN-D ze Lwowa do Wiednia. Na zjeździe partii w 1909 uchwalono uchwały całkowicie przeciwne do roszczeń Battaglii, tzn. ustanawiające zwierzchność kierownictwa we Lwowie nad innymi jednostkami. Battaglia nie wytrwał do końca kadencji w Stronnictwie Demokratycznym i 19 czerwca 1910 razem z Ludomiłem Germanem opuścił partię. Kluczowym powodem było to, że nie solidaryzowali się z kursem antyrządowym, skierowanym przeciwko konserwatywnemu namiestnikowi Galicji – Michałowi Bobrzyńskiemu, reprezentowanym m.in. przez Stanisława Grabskiego. Battaglia i German byli natomiast zwolennikami namiestnika, któremu Grabski zarzucał ustępstwa wobec ludności ukraińskiej i ignorowanie Polaków zamieszkujących wschodnie tereny Galicji. W biografii Michała Bobrzyńskiego i Waldemar Łazuga pisze, że w obawie przed endecją, która zyskiwała coraz większe wpływy w kraju, postanowił on rozbić jej szeregi. Udało mu się to, gdyż wskutek jego działań Koło Polskie w parlamencie wiedeńskim opuścili m.in. Ludomił German, ks. Kopyciński i właśnie Roger Battaglia. Wystąpienie z partii i nie zasiadanie po 1911 w parlamencie, nie zmniejszyło aspiracji politycznych Battaglii (do czasu I wojny światowej aktywny politycznie).

### Okres międzywojenny
Czas I wojny światowej to podobnie jak okres niepełnoletności, to swoista "dziura" w jego życiorysie. Wiemy, że pracował aktywnie naukowo, gdyż w 1917 opublikował w Wiedniu Ein Zoll – und Wirtschafsbündnis zwischen Österreich-Ungarn und Deutschland, w którym poruszał zagadnienia współpracy gospodarczej monarchii austro-węgierskiej i Niemiec, sugerując, że zacieśnienie więzi gospodarczych między tymi państwami leży w obustronnym interesie i możliwa jest nawet unia celna. Natomiast już w 1918 tym razem w Polsce opublikował pracę (nie związaną z ekonomią), próbę analizy twórczości Tadeusza Boya-Żeleńskiego. Działalność publicystyczna, nie tylko na polu ekonomii, świadczy o jego niezwykłym intelekcie i erudycji, o czym wspominają jego przyjaciele. Alojzy Dębno pisze, że Battaglia przemawiał jak pisał, z czego możemy wnioskować o jego nieprzeciętnych zdolnościach oratorskich.
Ze wspomnień Andrzeja Wierzbickiego – twórcy Lewiatana, który był najprężniej działającą organizacją wspierającą polski przemysł okresu międzywojennego, skupiającą wybitnych przemysłowców i ekonomistów, wynika, że w ostatnich dniach września 1917 Roger Battaglia brał udział w Galicyjskim Zjeździe Przemysłowym, na którym poruszano sprawy odbudowy gospodarczej Galicji po włączeniu jej do Rzeczypospolitej Polskiej oraz procesy, które umożliwiłyby scalenie Galicji z resztą Polski. Sam skład prezydium Zjazdu stanowi o jego doniosłości: Andrzej ks. Lubomirski, Tadeusz Epstein, Hipolit Cegielski, Wierzbicki. Byli to ludzie, znani w całej Polsce i w Europie, reformatorzy i patrioci, którzy przez rozwój gospodarczy chcą przywrócić Polsce świetność. Zaraz po odzyskaniu przez Polskę niepodległości utworzony został Centralny Związek Galicyjskiego Przemysłu Fabrycznego, którego prezesem był ks. Andrzej Lubomirski, znany galicyjski działacz społeczny, m.in. kurator Ossolineum, a dyrektorem Roger Battaglia. Głównym celem związku było przeciwdziałanie monopolom austriackim, które to uniemożliwiały rozwój przemysłu oraz nowoczesnej myśli fabrycznej w Galicji. W celu uwrażliwienia społeczeństwa, a w szczególności przemysłowców i ekonomistów, wydał książkę Galicja a traktaty handlowe Austro-Węgier, w której zauważa negatywny związek między monopolistycznymi traktatami przemysłowców austro-węgierskich i industrializacją Galicji.
Liczba organizacji, które założył Roger Battaglia, lub w których działał, jest duża. Najważniejsze to:
- Rada Delegatów Zrzeszenia Związków Przemysłowych Zachodniej i Południowej Polski (prezes),
- Związek Przemysłu Konfekcyjnego (założyciel i dyrektor),
- Rada Państwowego Instytutu Eksportowego (członek),
- Izba Przemysło-Handlowa w Krakowie (konsultant ekonomiczny),
- Zarząd Centralnego Związku Przemysłu Polskiego (członek)[28].

Po odzyskaniu niepodległości nie angażował się już w politykę, tylko cały swój czas poświęcał na działalność w różnych organizacjach i publikowanie prac naukowych. Publikował głównie prace z zakresu industrializacji Polski (m.in. Odbudowa i uruchomienie gospodarstwa społecznego w Polsce) wydane w 1919 w Krakowie. Wszystkie jego działania miały na celu wspomaganie rozwoju gospodarczego w Polsce, a w szczególności w Galicji.
Przełom nastąpił w 1926, a dokładnie w październiku tego roku, kiedy to ponownie zaangażował się w politykę. Po majowym zamachu stanu dokonanym przez Józefa Piłsudskiego tekę premiera otrzymał profesor Kazimierz Bartel. Rząd ten szybko się jednak rozpadł i powstał nowy, identyczny jak poprzedni, w którym premierem był Piłsudski, a wicepremierem i prezesem Komitetu Ekonomicznego Rady Ministrów Bartel. Przy tym komitecie utworzono komisję opiniodawczą, która miała opiniować wnioski składane przedkładane komitetowi. Skład komisji ustalał jego prezes – Andrzej Wierzbicki, mianowany na tę funkcję przez Bartla. Miał on wybrać przedstawicieli wszelkich gałęzi przemysłu, górnictwa, rolnictwa, handlu i finansów, łącznie ok. 20 osób. Jak pisze sam Wierzbicki w swoich wspomnieniach, znaleźć się w radzie było sprawą zaszczytną. Roger Battaglia reprezentował przemysł konfekcyjny. Cała lista przygotowana przez najbliższych współpracowników Wierzbickiego, tak aby uwzględniała interesy gospodarcze całej Polski, została zaakceptowana przez wicepremiera. Komisja zaczęła pracować 9 października 1926 i w ciągu 6 miesięcy działalności przedłożyła wicepremierowi Bartlowi 35 opinii, które zostały umieszczone w pierwszym tomie Bieżących zagadnień polityki gospodarczej. Prace Komisji Opiniodawczej mogły być tak intensywne tylko dzięki korzystaniu przez nią z całego zaplecza Centralnego Związku Polskiego Górnictwa, Handlu i Finansów, który znany był jako Lewiatan. Komisja zakończyła pracę 15 kwietnia 1927. W lutym 1936 znalazł się w gronie 32 osób, mianowanych przez premiera RP Mariana Zyndrama-Kościałkowskiego, powołanych do składu komisji do zbadania gospodarki przedsiębiorstw państwowych.
Okres od zakończenia prac komisji do początku II wojny światowej to jego najpłodniejszy okres publicystyczny, wydał wtedy liczne pozycje, głównie o tematyce poruszające problemy monopolów (Państwo a kartele koncerny i trusty. Przyczynki i materjały, Warszawa 1929), ale nie tylko (Dobrobyt społeczeństwa a wychowanie, Warszawa 1932). W tym czasie zasiadał również w Państwowej Radzie Kolejnictwa. W 1928 był również zewnętrznym konsultantem włoskiego banku Banca Commerciale Italiano, którego prezesem był Lodovico Toeplitz.
Roger Battaglia przez całe swoje życie był wierny maksymie Carlyl`ego: pracuj i nie rozpaczaj o czym wspomina w nocie pośmiertnej Alojzy Dębno. Oznaczało to w praktyce, ten polski ekonomista, społecznik i polityk do ostatnich swoich dni pracował, mimo niedomagania fizycznego, które dotknęło go po II wojnie światowej. Dowodem na to może być ukończona na parę miesięcy przed śmiercią książka Przemysł i handel w Małopolsce Zachodniej w latach 1850–1950. Ekonomista zmarł w Krakowie 16 maja 1950. Został pochowany na cmentarzu Rakowickim (kwatera IX-1-5).
W 1951 jego praca Prądy i zagadnienia polityczne Polski i Europy w XIX i XX wieku została wycofana z polskich bibliotek oraz objęta cenzurą.

## Inni przedstawiciele rodu
- Gozzio Battaglia lub Battaglini, Battagliani (1270–1348) – kardynał[32], uczestnik konklawe w 1342, na którym wybrano papieża Klemensa VI; autor traktatu Tractatus de Varys et Virtutibus; patriarcha Konstantynopola (1335); legat papieża Benedykta XII na Sycylii (1338);
- Otto Forst de Battaglia - historyk, autor monografii Jan III Sobieski König von Polen[33];
- Jakub Forst de Battaglia - współczesny naukowiec i dyplomata austriacki, przedstawiciel trzeciej propolskiej generacji rodu[34].

## Odznaczenie
- Złoty Krzyż Zasługi (11 listopada 1936)[35]